# Antoni Mierzwiński

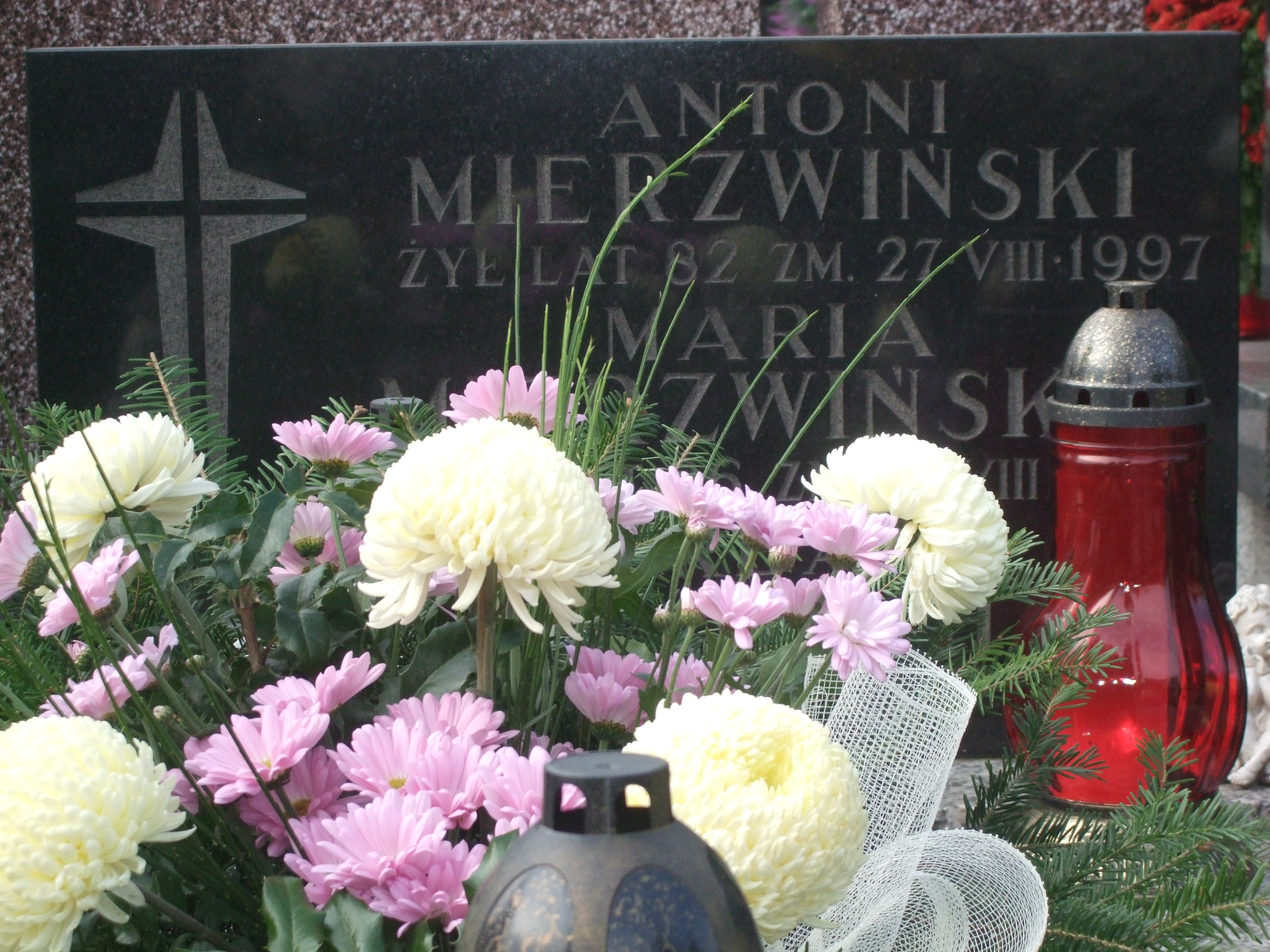
Grób Antoniego Mierzwińskiego

Antoni Mierzwiński (ur. 15 lutego 1915 w Staroporczynie, zm. 27 sierpnia 1997 w Warszawie) – polski inżynier rolnik i polityk, minister skupu w latach 1953–1957.

## Życiorys
Syn Stanisława. Uzyskał wykształcenie wyższe, z zawodu inżynier rolnik. Po wojnie pracował w administracji państwowej, do 1949 był głównym pełnomocnikiem ds. podatku gruntowego.
Od 1944 należał do Polskiej Partii Robotniczej, następnie od 1948 do Polskiej Zjednoczonej Partii Robotniczej. Delegat na II Zjazd PPR oraz I i II Zjazd PZPR. W 1949 został podsekretarzem stanu w Ministerstwie Handlu Wewnętrznego, następnie od 1951 do 1953 był prezesem Centralnego Urzędu Skupu i Kontraktacji. W latach 1953–1957 minister skupu, następnie do 1958 był podsekretarzem stanu w Ministerstwie Przemysłu Spożywczego i Skupu.
W okresie 1958–1965 przewodniczący prezydium Wojewódzkiej Rady Narodowej w Warszawie, a do 1968 pełnił analogiczną funkcję w Kielcach. Następnie do 1972 wiceprezes Urzędu Rezerw Państwowych.
W latach 1960–1966 prezes Naczelnej Rady Łowieckiej Polskiego Związku Łowieckiego.
Od 1943 był mężem Marii córki Andrzeja.
Został pochowany na Cmentarzu w Pyrach.

## Ordery i odznaczenia
- Order Sztandaru Pracy I klasy (1959)[2]
- Krzyż Kawalerski Orderu Odrodzenia Polski (18 lipca 1946)[3]
- Krzyż Komandorski Orderu Odrodzenia Polski (22 lipca 1949)[4]
- Medal za Długoletnie Pożycie Małżeńskie (18 maja 1993)[1]
- Medal im. Ludwika Waryńskiego (1988)[5]